# Minuartia laricina
Minuartia laricina är en nejlikväxtart som först beskrevs av Carl von Linné, och fick sitt nu gällande namn av Johannes Mattfeld. Minuartia laricina ingår i släktet nörlar, och familjen nejlikväxter. Inga underarter finns listade i Catalogue of Life.